# Koopeticijski mehanizmi
Koopeticijski mehanizmi (coopetition mechanisms) su vrsta mehanizama namijenjenih istovremenom ostvarenju suradnje (engl. cooperation) i natjecanja (engl. competition). Vrsta su općenitih mehanizama za komunikaciju i sinkronizaciju unutar prividne raspodijeljene okoline. Ostvarene koopeticijske usluge podržavaju tvorničko sučelje. To sučelje čine operacije za stvaranje i uništavanje primjeraka koopeticijskih usluga zajedničko je svim koopeticijskim mehanizmima. Drugo sučelje koje podržavaju ostvarene koopeticijske usluge je sučelje ovisno o koopeticijskom mehanizmu.
Na dva se načina može zauzeti ili dohvatiti sredstva koopeticijskih mehanizama. Jedan je način propitkivanje (eng. poll). Njime korisnik mora ponavljati zahtjev sve dok ne dohvati traženo sredstvo. Ako nije raspoloživo, koristi se drugi način, povratni poziv (eng. callback).  Tad koopeticijski mehanizam dodaje korisnikov zahtjev u rep čekanja te obavještava korisnika da je sredstvo zauzeto. Čim postane raspoloživo odnosno korisnikov zahtjev dođe na početak repa čekanja, koopeticijski mehanizam obavještava korisnika.
Razvojni sustav prividne računalne okoline ostvaruje tri koopeticijska mehanizma: semafor, poštanski pretinac i usmjernik događaja. Semafor ima dvije inačice: binarni semafor i opći semafor. Binarni omogućuje međusobno isključivanje raspodijeljenih programa, zato što samo jedan raspodijeljeni program može zauzeti semafor u svakom trenutku. Opći semafor može istovremeno zauzeti više raspodijeljenih programa.